# Escola Joan Roura i Parella
L'Escola Joan Roura i Parella és un centre d'ensenyament infantil i primari del municipi de Tortellà. Va ser inaugurat el 21 de maig de 1933. Se li va posar aquest nom en homenatge al fill il·lustre i amb més projecció de Tortellà, Joan Roura i Parella. Juntament amb les escoles d'Argelaguer, Montagut i Oix i Sant Jaume de Llierca, formen la ZER El Llierca.